# Eugeniusz Adolf Lubomirski
Eugeniusz Adolf Lubomirski (né le 17 juin 1825 à Doubrowna-15 septembre 1911 à Kruszyna), prince polonais de la famille Lubomirski, homme politique, économiste, collectionneur d'art et bibliophile.

## Biographie
Il est le fils du prince Eugeniusz Lubomirski (1789-1834) et de Maria Czacka.

## Mariages et descendance
Le 4 mai 1850, il épouse Krystyna Lubomirska.
Il épouse ensuite, le 5 juin 1859, Róża Zofia Zamoyska. Ils ont pour enfants:
- Stefan Andrzej (1862-1941)
- Władysław (1866-1934)
- Konstanty Eugeniusz
- Stanisław Sebastian (1875-1932)
- Róża Zofia
- Krystyna Maria

## Sources
- (pl) Cet article est partiellement ou en totalité issu de l’article de Wikipédia en polonais intitulé « Eugeniusz Lubomirski (syn) » (voir la liste des auteurs).